# Myrmelastes schistaceus
A Myrmelastes schistaceus a madarak osztályának verébalakúak (Passeriformes) rendjébe és a hangyászmadárfélék (Thamnophilidae) családjába tartozó faj.

## Rendszerezése
A fajt Philip Lutley Sclater angol ornitológus írta le 1858-ban, a Hypocnemis nembe Hypocnemis schistacea néven. Szerepelt a Percnostola nemben Percnostola schistacea  néven is. Besorolása vitatott, egyes szervezetek a Schistocichla nembe helyezik Schistocichla schistacea néven.

## Előfordulása
Brazília, Kolumbia, Ecuador és Peru területén honos. Természetes élőhelyei a szubtrópusi vagy trópusi síkvidéki esőerdők, folyók és patakok környékén. Állandó, nem vonuló faj.

## Megjelenése
Testhossza 15 centiméter.

## Természetvédelmi helyzete
Elterjedési területe nagyon nagy, egyedszáma csökkenő, de még nem éri el a kritikus szintet. A Természetvédelmi Világszövetség Vörös listáján nem fenyegetett fajként szerepel.